# Semuc Champey

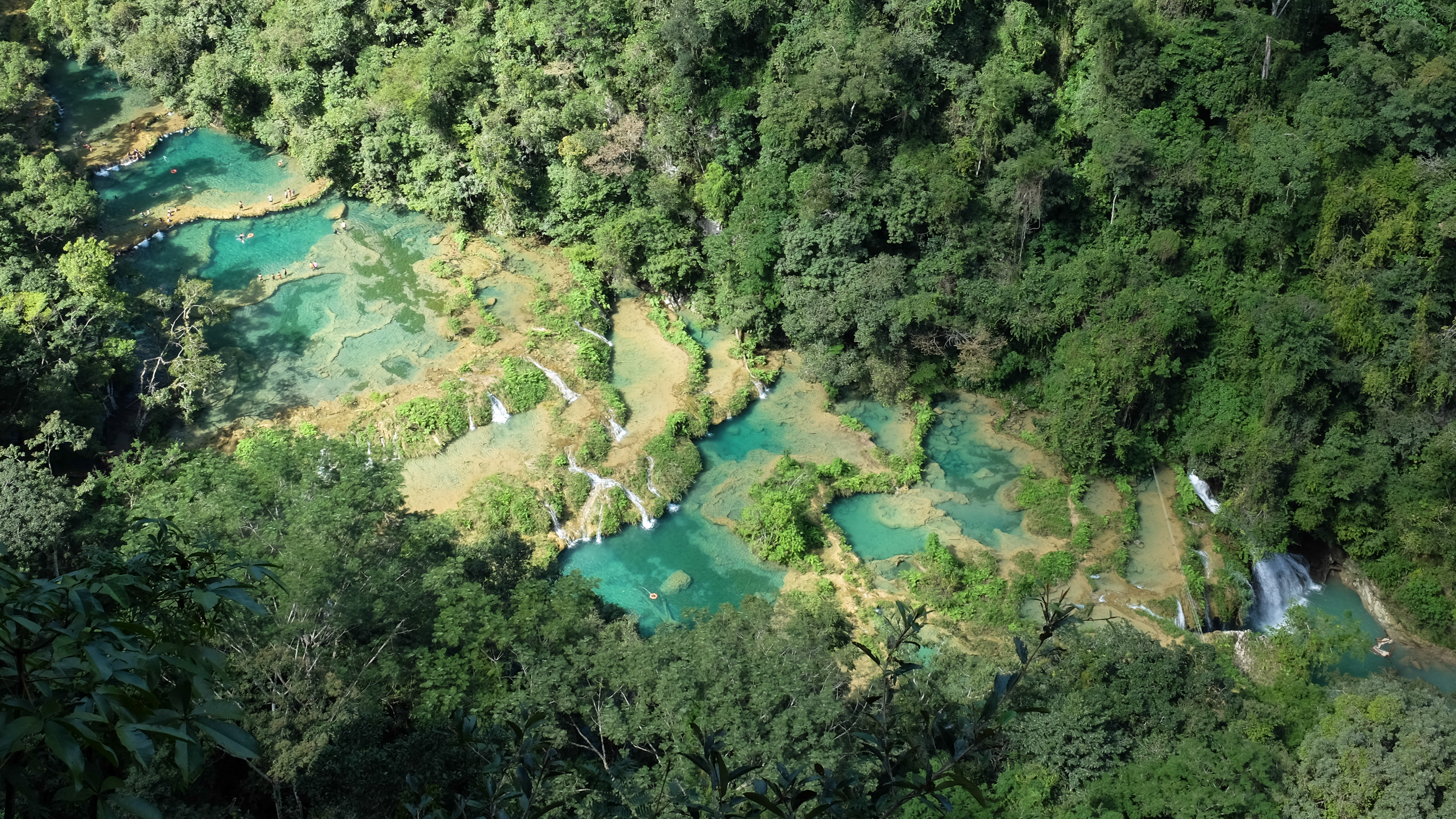
Semuc Champeys pooler

Semuc Champey (Där floden gömmer sig under stenarna) är en nationalpark i Alta Verapaz, Guatemala, i närheten av Lanquin. Den är uppbyggd av en 300 meter lång bro bestående av kalksten, som är går över Cahabónfloden. De naturliga poolerna i Semuc Champey är helt turkosa och har blivit en populär turistattraktion för backpackers. En annan populär attraktion är grottorna som ligger precis intill. Där tar man sig fram med hjälp av ljuset från stearinljus.

## Bilder

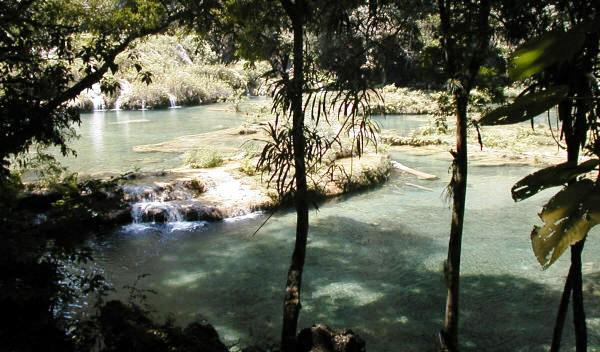
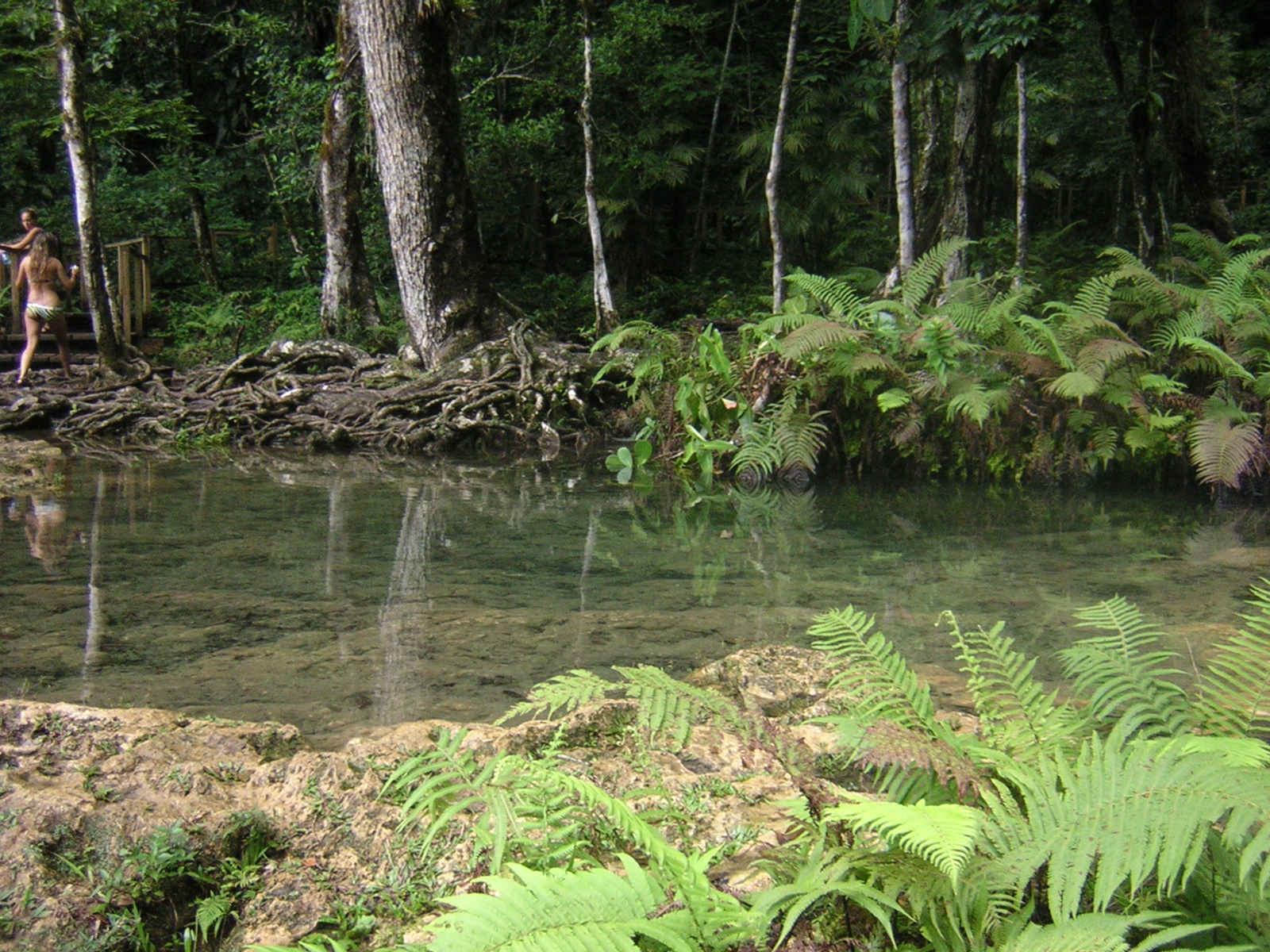
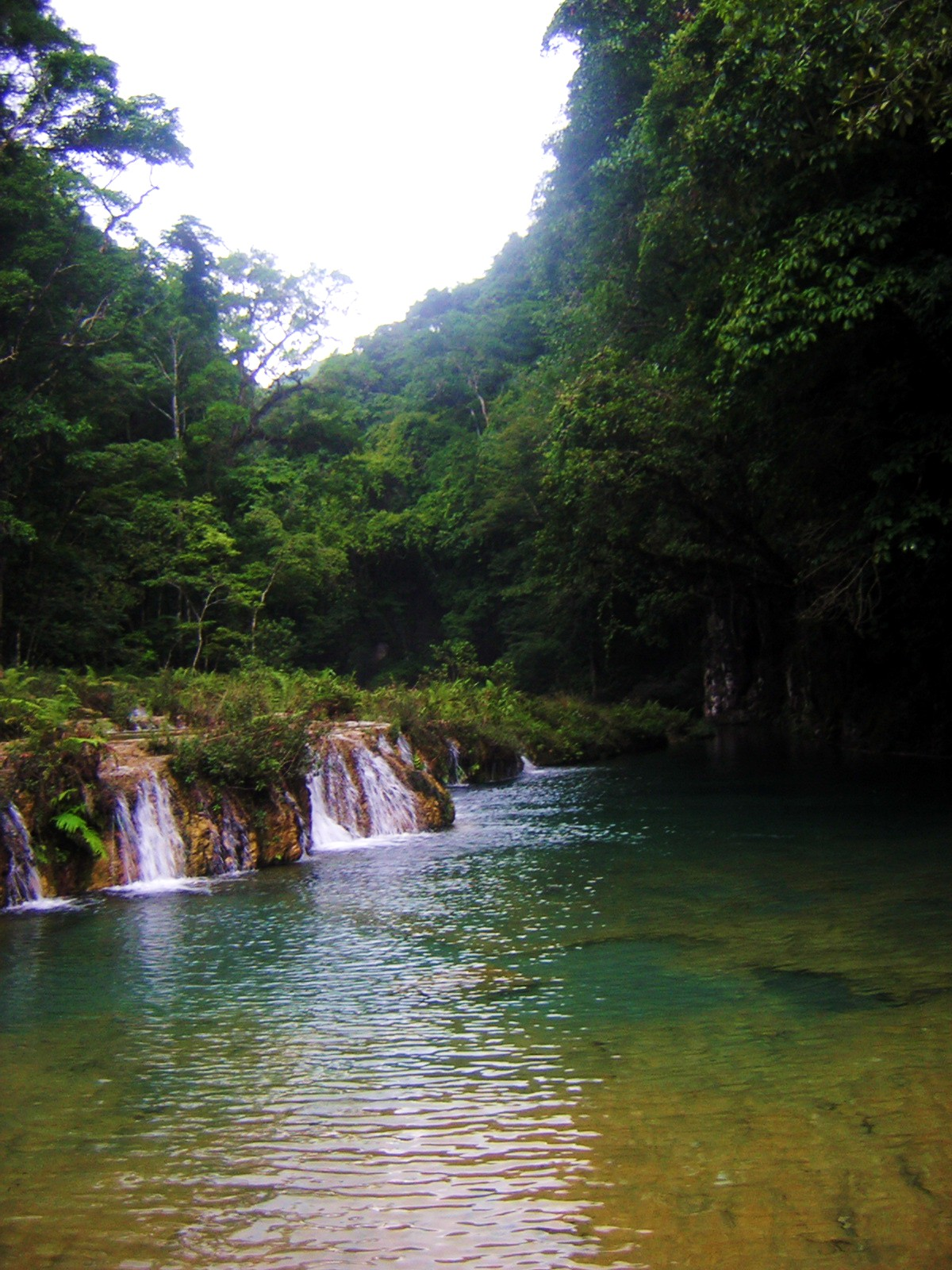
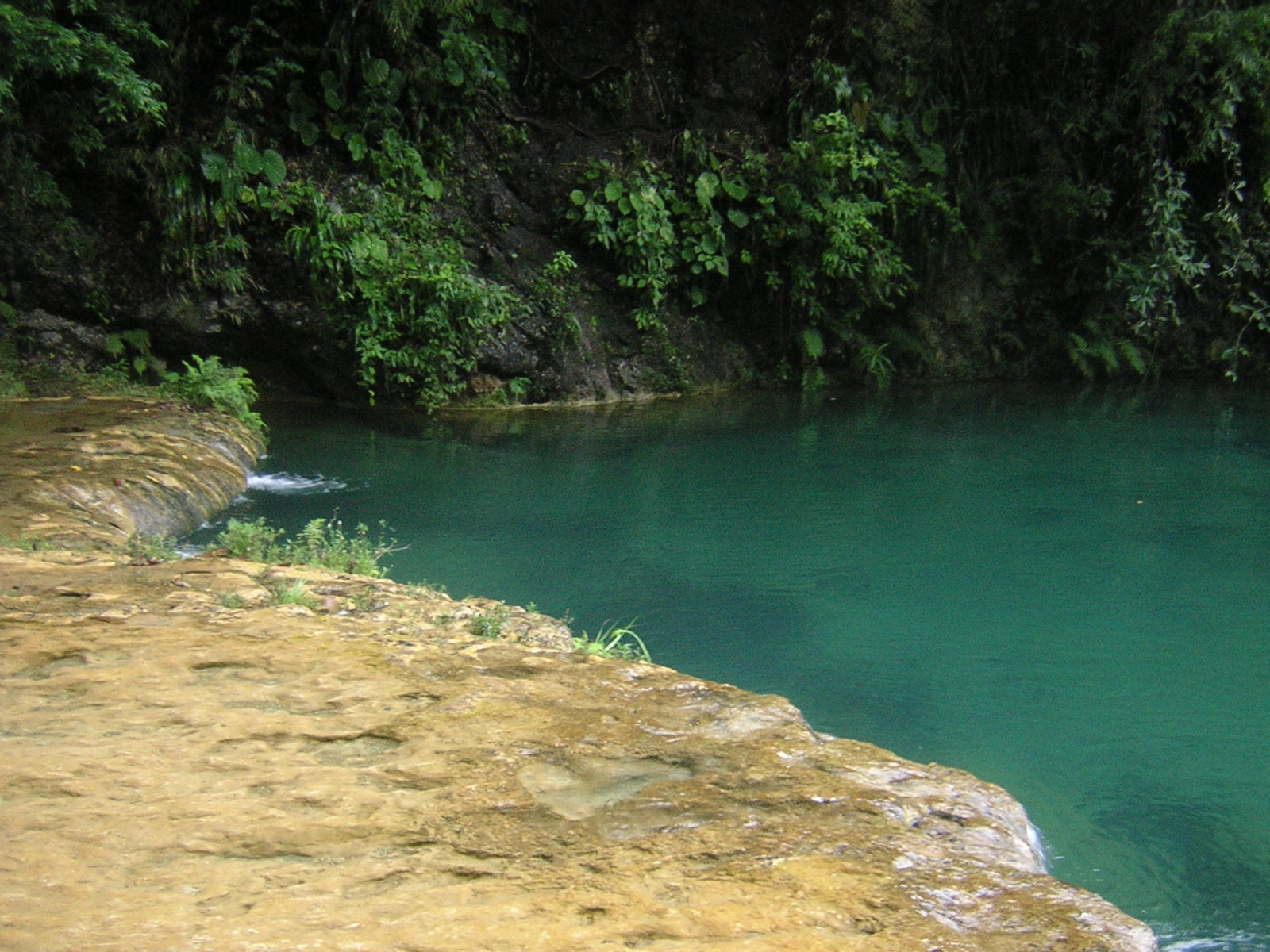